# Festival de Outono de Varsóvia
O Festival de Outono de Varsóvia (em polonês/polaco:  Warszawska Jesień, em inglês:  Warsaw Autumn) é o maior festival de música polaco de música contemporânea. Durante muitos anos foi o único do seu género na Europa Central e Oriental. Ocorre desde 1956 quando foi fundado por dois compositores, Tadeusz Baird e Kazimierz Serocki. É anual e tem normalmente lugar na segunda quinzena de Setembro, durando uma semana. Em 1957 e 1982 não houve festival.